# Cizely
Cizely település Franciaországban, Nièvre megyében. Lakosainak száma 52 fő (2022. január 1.). Cizely Billy-Chevannes, Anlezy, Frasnay-Reugny és Saint-Benin-d’Azy községekkel határos.

## Népesség
A település népességének változása:
| Lakosok száma | 63   | 65   | 61   | 58   | 54   | 53   | 53   | 52   |
|               | 2013 | 2015 | 2017 | 2018 | 2019 | 2020 | 2021 | 2022 |